# San Felipe Orizatlán
San Felipe Orizatlán là một đô thị thuộc bang Hidalgo, México. Năm 2005, dân số của đô thị này là 38472 người.